# Palaeonycteris
Palaeonycteris és un gènere extint de ratpenats de la família dels rinolòfids que visqueren a Europa durant l'Oligocè superior. Se n'han trobat restes fòssils al departament francès de l'Alier. En comparació amb els seus parents propers, les espècies d'aquest grup es caracteritzaven per tenir el maxil·lar superior sense premaxil·la i amb dos alvèols davant de la gran premolar posterior. Les dents molars posteriors del maxil·lar superior eren més grosses que les anteriors. El nom genèric Palaeonycteris significa ‘ratpenat antic’ en llatí.